# Joanis Kiriazis
Joanis Kiriazis (gr. Ιωάννης Κυριαζής; ur. 19 stycznia 1996) – grecki lekkoatleta specjalizujący się w rzucie oszczepem.

## Życiorys
W 2013 bez awansu do finału startował na mistrzostwach świata juniorów młodszych w Doniecku. Siódmy oszczepnik światowego czempionatu U20 w Eugene (2014). W 2015 zajął 4. miejsce na juniorskich mistrzostwach Europy w Eskilstunie. Rok później był dwunasty na seniorskim czempionacie Europy w Amsterdamie. Srebrny medalista młodzieżowych mistrzostw Europy w Bydgoszczy (2017) oraz szósty zawodnik finału mistrzostw świata w Londynie w tym samym roku.
Medalista mistrzostw Grecji i czempionatu NCAA.
Reprezentant kraju w pucharze Europy w rzutach.
W marcu 2020 został ukarany przez Athletics Integrity Unit czteroletnią dyskwalifikacją (biegnącą od 31 maja 2019) i anulowaniem wyników osiągniętych między 18 kwietnia 2019 a 31 maja 2019 za stosowanie niedozwolonych środków dopingujących.
Rekord życiowy: 88,01 (31 marca 2017, Austin).

## Osiągnięcia
| Rok  | Impreza                                 | Miejsce    | Pozycja           | Wynik |
| ---- | --------------------------------------- | ---------- | ----------------- | ----- |
| 2013 | Mistrzostwa świata juniorów młodszych   | Donieck    | el. – 16. miejsce | 69,39 |
| 2014 | Mistrzostwa świata juniorów             | Eugene     | 7. miejsce        | 70,38 |
| 2015 | Mistrzostwa Europy juniorów             | Eskilstuna | 4. miejsce        | 77,05 |
| 2016 | Mistrzostwa Europy                      | Amsterdam  | 12. miejsce       | 75,57 |
| 2017 | Superliga drużynowych mistrzostw Europy | Lille      | 2. miejsce        | 86,33 |
| 2017 | Młodzieżowe mistrzostwa Europy          | Bydgoszcz  | 2. miejsce        | 81,04 |
| 2017 | Mistrzostwa świata                      | Londyn     | 6. miejsce        | 84,52 |
| 2023 | I dywizja drużynowych mistrzostw Europy | Chorzów    | 5. miejsce        | 79,01 |
| 2024 | Puchar Europy w rzutach                 | Leiria     | 3. miejsce        | 80,52 |
| 2024 | Mistrzostwa Europy                      | Rzym       | el. – 18. miejsce | 77,54 |
| 2025 | Puchar Europy w rzutach                 | Nikozja    | 1. miejsce        | 84,38 |